# Barbara Walters

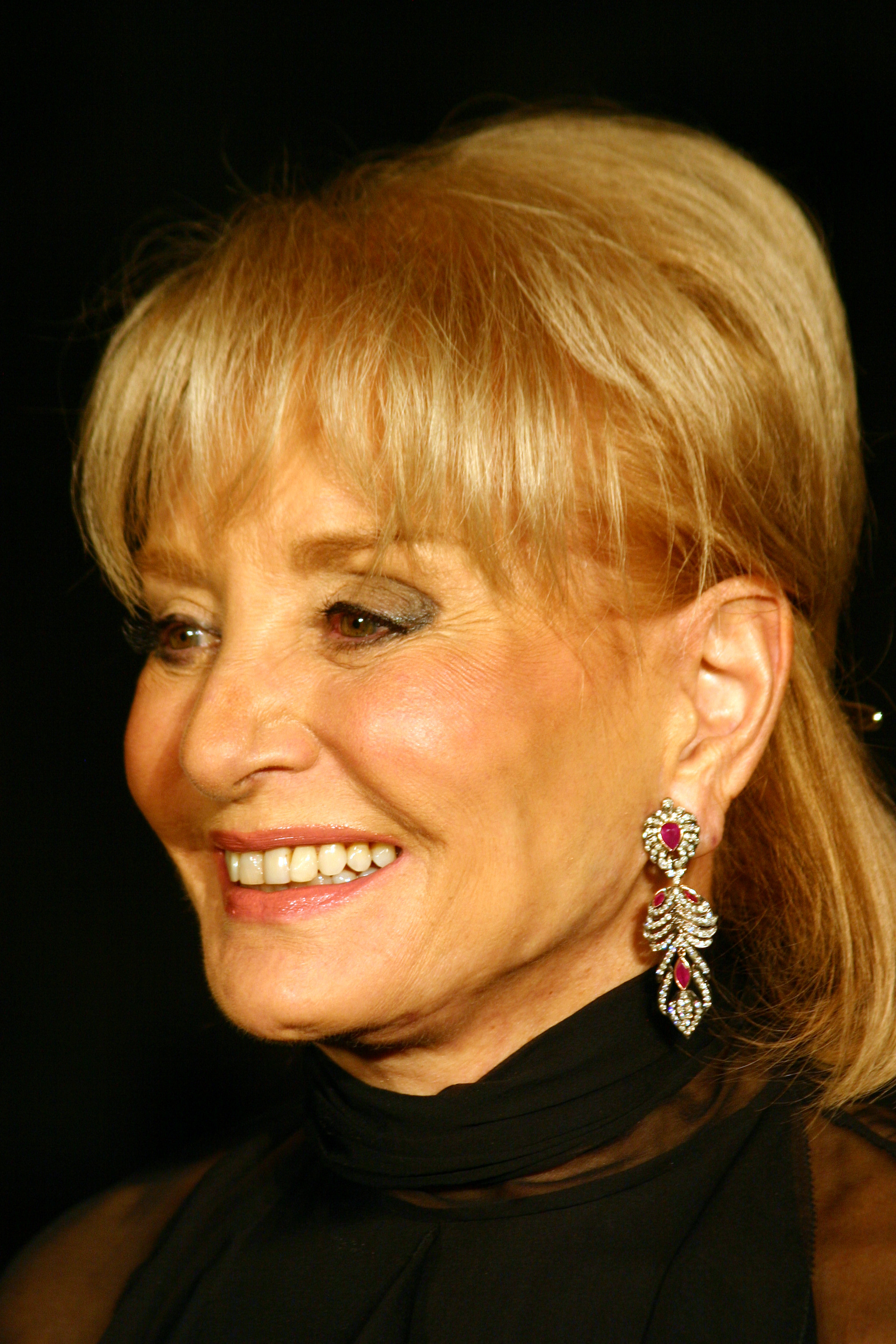
Walters in 2007

Barbara Walters (Brookline (Massachusetts), 25 september 1929 – New York, 30 december 2022) was een Amerikaanse journalist, schrijver, tv-presentator en mediapersoonlijkheid.
In de Verenigde Staten werd ze gezien als een invloedrijk en gerespecteerd persoon. Ze presenteerde verschillende ochtendprogramma's, zoals The View en Today.
Haar bijnaam luidde 'de koningin van de ochtendtelevisie' (day time shows). Walters was nieuwslezeres bij de ochtendtelevisie. Voor NBC's Today presenteerde ze ruim tien jaar het ochtendjournaal. Daarna stapte ze over naar ABC's 20/20, een nieuwsprogramma. Walters was de allereerste Amerikaanse nieuwslezeres die aan dubbelpresentatie (co-hosting) deed en de eerste vrouwelijke presentator in de VS die een 'topsalaris' verdiende.
Walters kondigde aan dat zij in mei 2014 met pensioen zou gaan. In 2015 maakte zij echter nog enkele speciale uitzendingen; dit waren haar laatste optredens als gastvrouw op tv.

## Biografie

### Familie
Walters werd geboren uit het huwelijk van Dena Seletsky en Louis (Lou) Walters, een theaterproducent en zakenman. In 1937 opende Lou Walters een serie nachtclubs onder de naam 'Latin Quarter'. Hij had wisselend succes met zijn zakenimperium; hij werd er steenrijk door, maar verloor het geld even hard. Barbara had één oudere zus, Jackie. Zij kwam verstandelijk gehandicapt ter wereld en overleed in 1985 aan eierstokkanker. Walters had één broer, Burton, maar die heeft ze nooit gekend. Hij overleed in 1932 aan een longontsteking. Barbara was toen vier. Walters was van joodse afkomst, maar werd niet naar de joodse tradities opgevoed. Haar vader besloot atheïst te worden. Walters had zelf één dochter, Jackie, vernoemd naar haar overleden zus.

### Carrière
Nadat de nieuwsredactie van CBS haar in dienst nam, begon Walters carrière in 1961. Hier schreef ze de nieuwsitems. Na een jaar mocht ze van haar leidinggevende proberen eigen reportages te maken en deed ze (straat)interviews. Dit viel bij de kijkers zo in de smaak dat de kijkcijfers de lucht inschoten. Daarop werd Walters gevraagd of ze niet een nieuwsprogramma wilde presenteren met Frank McGee. Dit gebeurde, maar onder protest van McGee. Het was in die tijd nog zeer ongebruikelijk dat vrouwen grote programma's presenteerden. Ze werd hiermee de eerste vrouwelijke duopresentator.
In 1976 stapte Walters over naar het ABC Evening News van de gelijknamige zender. In 1979 volgde een overstap naar het nieuwsprogramma 20/20. Dit programma is bij vele Amerikanen bekend en Walters presenteerde het ruim twintig jaar, onder andere met collega Hugh Downs. Ze is de enige Amerikaanse interviewer die alle presidenten van de VS sinds Nixon interviewde, inclusief de first lady's (de echtgenotes van).

#### The View
Naast de presentatie van 20/20 wilde Walters een 'eigen' programma. Dat kreeg ze in 1997 met The View, waarmee ze terugkeerde op de ochtendtelevisie. Hierdoor moest ze na verloop van tijd stoppen met 20/20, omdat de combinatie ochtend- en avondtelevisie te zwaar werd. The View werd bekeken door miljoenen Amerikanen, voornamelijk vrouwen. The View is een praatprogramma met daarin een 'vrouwenplatform'. Walters gaf leiding aan het platform en de panelleden, doorgaans beroemde Amerikaanse vrouwen, geven hun mening over tal van onderwerpen. Het panel bestaat (en bestond) uit onder andere Whoopi Goldberg, Lisa Ling, Joy Behar en Rosie O'Donnell. Ondanks de luchtigheid en gezellige sfeer van het programma worden er geregeld zware onderwerpen behandeld.

### Huwelijk
Walters was driemaal getrouwd. Haar eerste man was Robert Henry Katz, een zakenman. Dit huwelijk duurde van 1955 tot 1958. Haar tweede man was Lee Guber, een theaterproducent met wie ze een dochter Jackie adopteerde. Dit huwelijk duurde van 1963 tot 1976. Haar laatste echtgenoot was Merv Adelson, de oprichter van het televisiestation Lorimar. Dit huwelijk duurde van 1986 tot 1992.

### Laatste jaren
Hoewel Walters reeds over de tachtig jaar was, maakte ze nog altijd televisieprogramma's, maar ze deed het sinds 2004 wel iets rustiger aan. Ze ontving diverse gerenommeerde tv-prijzen voor haar gehele oeuvre en heeft een ster op de Walk of Fame in Hollywood.
In 2008 verscheen haar autobiografie Audition. In het boek spreekt ze openhartig over haar leven. Ze vertelt over de geheime affaire met een zwarte senator (een schande, toen in de jaren zestig), over haar drie mislukte huwelijken, de zelfmoord van haar vader, waar niemand van wist, en het overlijden van haar zus in 1985, waar ze door omstandigheden niet bij was.
Walters onderhield een jarenlange vriendschap met de in 2017 overleden oprichter en voormalig CEO van de conservatieve nieuwszender Fox News, Roger Ailes.
Barbara Walters overleed op 30 december 2022 op 93-jarige leeftijd in haar huis in New York.

## Stijl
Walters stond bekend om haar geheel eigen stijl van interviewen, wat haar handelsmerk werd. Ze was altijd respectvol, maar durfde kritische en harde vragen te stellen en stond erom bekend door te vragen. Als een antwoord Walters niet beviel of een gast ontwijkend was, dan ging ze door tot het hoge woord eruit was. Op deze manier interviewde ze wereldleiders als Boris Jeltsin en Hugo Chávez, maar ook popsterren als Michael Jackson. In de Verenigde Staten geldt iemand niet een echte beroemdheid te zijn zonder door Walters te zijn geïnterviewd.
Op 3 maart 1999 had Walters een openhartig interview met Monica Lewinsky. Dit interview werd door ruim 74 miljoen Amerikanen live gezien. In het najaar van 2015 had ze een interview met Donald Trump, een van de Republikeinse kandidaten voor het presidentschap, zijn vrouw Melania Trump en zijn kinderen.